# Sexpuppe

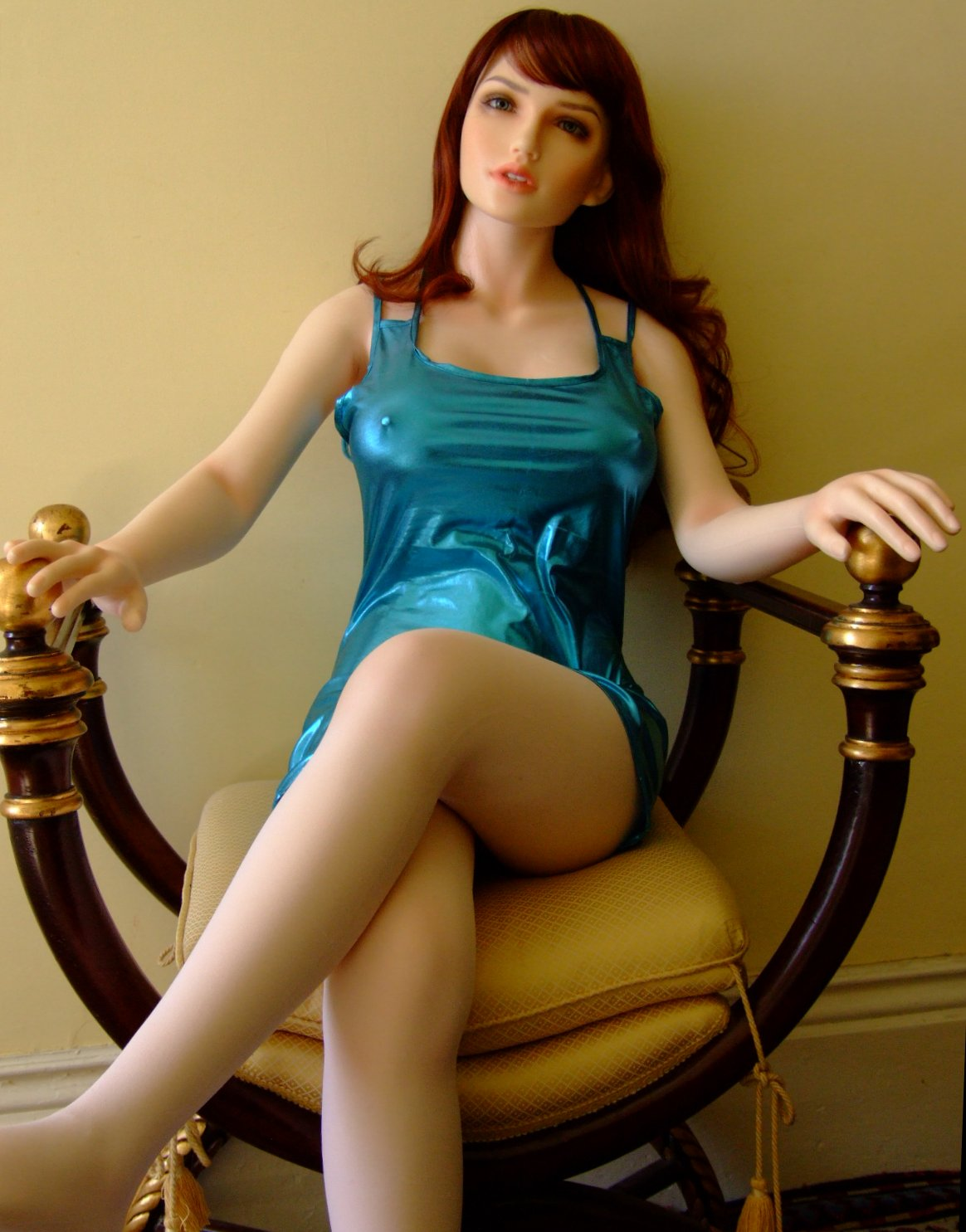
Die vergleichsweise echt wirkende und teure Sexpuppen-Form

Als Sexpuppen werden vor allem lebensgroße Nachbildungen des menschlichen (meist weiblichen, aber auch männlichen), gelegentlich auch tierischen Körpers bezeichnet, die als Sexhilfen meist im Bereich der Selbstbefriedigung benutzt werden. Seltener werden mit diesem Begriff auch Puppen bezeichnet, die zur Demonstration der Geschlechtsorgane bzw. sexueller Vorgänge von Mensch und Tier eingesetzt werden, um die Sexualorgane bzw. sexuelle Vorgänge zu veranschaulichen, und die damit zu den Biomodellen gehören.

## Ausführungen
Sexpuppen lassen sich grob in zwei Kategorien unterteilen:
- Gummipuppen, die aufgeblasen werden und daher auch Aufblaspuppen genannt werden, und
- Real Dolls, die von Größe und Aussehen her Schaufensterpuppen ähneln.

Beiden Typen gemeinsam ist, dass sie sogenannte Liebesöffnungen besitzen, welche einen koitusähnlichen Verkehr erlauben. Auch bewegliche Glieder finden sich zumindest bei den teureren Exemplaren beider Typen.
Auch Modelle, die nur Nachbauten einzelner Geschlechtsteile darstellen, werden der Kategorie Sexpuppen zugeordnet. Meist handelt es sich um originalgetreue Nachbauten bekannter Pornodarsteller. Die meisten dieser Puppen sind weiblich und besitzen Vagina und Anus, aber auch männliche Modelle mit Anus und teilweise Hoden sind erhältlich.
Die Preise für Sexpuppen im Handel reichen von ca. 10 € für aufblasbare Gummi-Puppen bis hin zu mehreren tausend Euro für Luxus-Puppen aus hautähnlichem, realistischem Material.
Sexpuppen können ein gelegentliches Hilfsmittel sein, um vorübergehende Einsamkeit zu überbrücken, sie können aber auch zum Fetisch werden (Pygmalionismus).
In einer wissenschaftlichen Arbeit wiesen die Forscher Ellen Kleist und Harald Moi auf die Möglichkeit der Übertragung von Gonorrhoe durch Gummipuppen bei ungeschütztem Verkehr und Benutzung derselben Puppe durch mehrere Personen hin. Diese Arbeit wurde 1996 mit dem Ig-Nobelpreis ausgezeichnet.
Männliche Puppen verfügen hin und wieder über einen aufblasbaren Penis. Alternativ werden sie zusammen mit einem Dildo geliefert, der per Saugnapf an der Puppe fixiert wird.

### Aufblaspuppen
Aufblaspuppen muten meist wie Karikaturen an. Sie sind dafür aber oft sehr kostengünstig, zudem leichter zu transportieren, zu lagern und insgesamt unauffälliger (da die Luft abgelassen werden kann).

### Real Dolls
Feste Puppen wirken natürlicher, sind dafür sperriger und teurer. Der Aufwand bei derartigen Puppen wird inzwischen so weit getrieben, dass manche Hersteller versuchen, Atmung und Orgasmus (bis hin zur Hauterwärmung) zu imitieren.
Bei Erotikmessen dienen die teils besonders hochwertigen Puppen als Blickfang. In Dortmund etablierte sich 2017 das erste deutsche Puppen-Bordell.

## Strafbarkeit
Der Besitz von kindlich aussehenden Sexpuppen und die Herstellung, der Vertrieb und die Werbung sind nach § 184l StGB seit dem 1. Juli 2021, dem Inkrafttreten des Gesetzes zur Bekämpfung sexualisierter Gewalt gegen Kinder, mit bis zu drei bzw. fünf Jahren Freiheitsstrafe bedroht. Die Verfassungsmäßigkeit dieser Vorschrift wird bezweifelt, weil die Vorschrift darauf hinaus laufe, "unsittliche" Fantasien, die aber ohne externe Auswirkungen bleiben und bleiben sollen, zu bestrafen.

## Sexpuppen in der Kultur(geschichte)

### Oskar Kokoschkas Alma-Mahler-Ersatzpuppe
Vor allem durch Paulus Mankers Alma-Show ist der breiten Öffentlichkeit bekannt geworden, dass sich Oskar Kokoschka im Juli 1918 bei der Münchener Puppenmacherin Hermine Moos eine lebensgroße Puppe nach dem Vorbild Alma Mahlers anfertigen ließ. Die Puppe sollte Kokoschka als Ersatz für seine verlorene Geliebte dienen, enttäuschte ihn aber so, dass er sie bald zerstörte. In den vergangenen Jahren wurde die lebensgroße Alma-Puppe eigens nach Kokoschkas Plänen nachgebaut.

### Sexpuppen in der populären Musik
In der populären Musik werden und wurden immer wieder Sexpuppen thematisiert. Vor allem New-Wave-, Punk- und Heavy-Metal-Bands haben sich immer wieder dem Thema Sexpuppen gewidmet. Auch der frühere New-Wave-Sänger und spätere österreichische Kunststaatssekretär Franz Morak hat 1981 mit Abwaschbar ein Loblied auf eine aufblasbare Gummipuppe aufgenommen. Die bekanntesten Sexpuppen-Lieder sind In Every Dream Home A Heartache von Roxy Music und Sally (Be My Girl) von The Police. Beide Lieder wurden in den 1970er Jahren von der BBC als „anstößig“ bewertet und nicht im Radio gespielt. Frank Zappa widmete dem Thema Sex-Puppen zwei seiner Lieder: Ms. Pinky und Little Rubber Girl. Die deutsche Thrash-Metal-Band „Sodom“ thematisiert in ihrem Lied Die stumme Ursel die Beziehung zwischen Mensch und Puppe. Die deutsche Band Trio dagegen platzierte bei ihren Konzerten stets am Bühnenrand eine Sexpuppe und erklärte dies mit dem Bedürfnis, eine Frau auf der Bühne haben zu müssen, bei ihnen zu Hause gebe es aber keine.

### Sexpuppen im Film
In einigen Spielfilmen sind Sexpuppen gelegentlich zur Charakterisierung von Haupt- und Nebendarstellern zu sehen. Quasi Hauptrollen spielen Sexpuppen in dem kanadischen Spielfilm Lars und die Frauen sowie in dem japanischen Spielfilm „Air Doll“. Lars und die Frauen erzählt als eine Art Märchen die Geschichte eines sympathisch gezeichneten Sonderlings, der sich eine Sexpuppe kauft und diese wie einen Menschen behandelt, was Toleranz und Verständnis der Mitwelt auf die Probe stellt. Der japanische Regisseur Hirokazu Koreeda lässt in „Air Doll“ eine Sexpuppe zum Leben erwachen und menschliche Gefühle entwickeln.
Dennis Hopper ist in zwei Filmen mit „aufblasbaren Bräuten“ zu sehen: In „Das Messer am Ufer“ lebt er mit einer Gummipuppe zusammen, während er in „Chasers – Zu sexy für den Knast“ seine Aufblaspuppe im falschen Moment aus dem Kofferraum seines Autos holt.
In „Die unglaubliche Reise in einem verrückten Flugzeug“ bläst sich beim Einschalten des Autopiloten auf dem Copilotensitz eine (männliche) bekleidete Sexpuppe auf.
In Tom Sharpes Roman Puppenmord und der gleichnamigen Verfilmung wird eine Sexpuppe zum „Mordopfer“, was zu grotesken Verwicklungen in der Tradition des britischen Humors führt.

### Sexpuppen in der deutschen Literatur
Der 2010 erschienene Zukunftsroman Schaumschwester von Thor Kunkel zeigt am Beispiel mit künstlicher Intelligenz ausgestatteter Sexpuppen – sogenannter Gynoiden – das lustvolle Verlöschen der Menschheit. Der Roman wurde in nahezu allen überregionalen Tageszeitungen für seinen Ideenreichtum gelobt. Die Taz nannte am 6. August 2010 den Roman einen "Cocktail aus Houellebecqscher Weltuntergangslust und E.T.A.-Hoffmannschen Pygmalionfantasien".

## Fernsehen, Film
- Guys and Dolls bei IMDb, 50 Minuten, in Deutschland als Kabel-eins-Doku Ich liebe eine Puppe! gesendet 25. September 2008
- Puppenmord, Kinofilm, nach dem gleichnamigen Buch von Tom Sharpe (siehe unten), 1989